# Refuge d'oiseaux de la Rivière Moose
Le refuge d'oiseaux de la rivière Moose (anglais : Moose River Migratory Bird Sanctuary est un refuge d'oiseaux migrateurs du Canada situé à l'embouchure de la rivière Moose en Ontario. Il est composé de deux zones distinctes, soit l'île Ship Sands, sur la rive ouest de la rivière et une portion continentale à l'ouest de la pointe Arnold, à l'est de la rivière. Cette aire protégée de 26,9 km2 a été créée en 1958 dans le but de protéger des vasières utilisées par l'oie des neiges. Il fait partie du site Ramsar du sud de la baie James.